# Nesslau
Nesslau je obec na východě Švýcarska v kantonu St. Gallen. Žije zde přibližně 3 600 obyvatel.

## Geografie

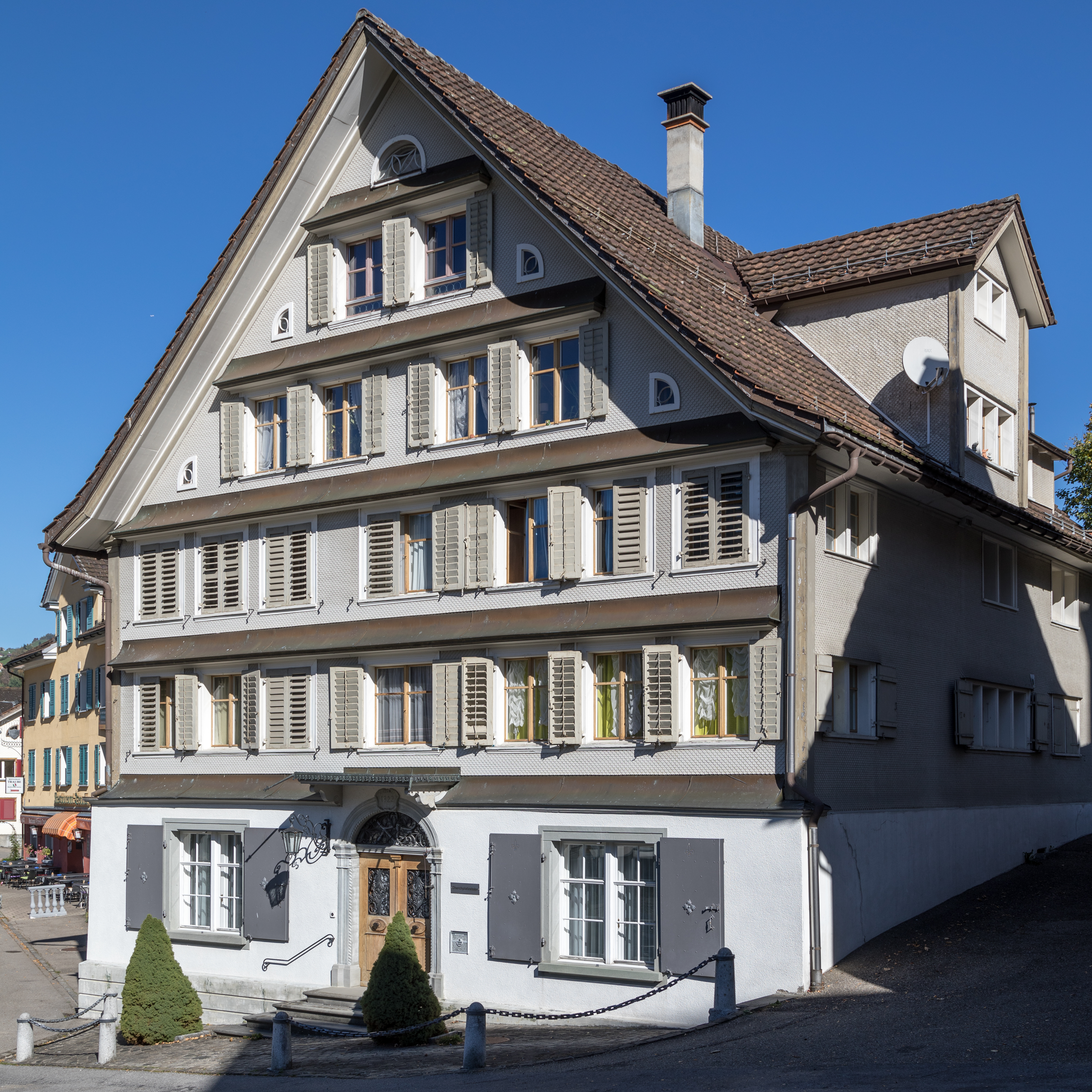
Tradiční architektura v obci

Obce Krummenau, Neu St. Johann, Nesslau a Stein se nacházejí v horní části údolí řeky Thur, zatímco Ennetbühl a Rietbad leží v údolí Luterental na silnici přes průsmyk Schwägalp. K obci patří část hory Speer (1950 m n. m.), a také část Alpsteinu. Území obce zasahuje východním směrem až k vrcholu průsmyku Schwägalp, který tvoří hranici s kantonem Appenzell Ausserrhoden. Nejvyšší horou obce je s 2158 metry Silberplatten v masivu Alpstein u Säntisu. Obcí protékají řeky Thur a Luteren. Obě řeky jsou zobrazeny ve znaku obce jako dvě stříbrné vlnovky. Bývalou obcí Stein protéká také řeka Wissthur.
Původní obec Nesslau zahrnovala stejnojmennou obec a statky a vesnice Lutenwil, Krümmenschwil, Büel, Schneit, Laad a Schlatt (do roku 2004 exkláva v Krummenau), které leží po obou březích řeky Thur mezi Speerem a Stockbergem.

## Historie

Letecký pohled (1949)

Od 12. století byla oblast kolonizována hrabaty z Toggenburgu a klášterem St. Gallen. Nesslau je v listinách zmiňováno jako Mezellouo v roce 1178, Nesselove v roce 1261 a ze dem Wassere a Lutenwil jako Lutherraheimara již v roce 912. Nesslau vzniklo pravděpodobně sloučením dvou statků Nesslau a Zum Wasser. Spolu s Lutenwilem a Rietem tvořila obec Nesslau soudní okres Zum Wasser, zatímco území obce na levém břehu Thuru podléhalo soudu Thurtal. V roce 1261 prodal rytíř Heinrich von Kempten klášteru Alt St. Johann rozsáhlé pozemkové vlastnictví a soudní pravomoc nad Nesslau. V roce 1555 byl klášter začleněn do opatství St. Gallen, které již patřilo pod dvůr Thurtal. Obyvatelé okrsku Zum Wasser tak získali stejná práva jako ostatní církevní obyvatelé. Po založení kantonu St. Gallen byla v roce 1803 zřízena politická obec Nesslau. Od roku 1831 do roku 2002 patřilo Nesslau k okresu Obertoggenburg a bylo sídlem okresního úřadu. V polovině 19. století byly v Neu St. Johann na základě „zákona o boji proti bezdomovectví“ naturalizovány jenišské rodiny.
V roce 1178 je v Nesslau zmiňována kaple, v roce 1261 kostel a v roce 1513 jeho začlenění do kláštera Alt St. Johann. Nesslau přijalo reformaci v roce 1528, ale katolická bohoslužba byla znovu zavedena v roce 1595. Po počátečním odporu byl souběžný vztah upevněn v roce 1602 a trval až do roku 1806, kdy byli katolíci z Nesslau a Krummenau přiřazeni k nově založené farnosti Neu St. Johann.
Po jednoznačném souhlasu obyvatel obou obcí došlo 1. ledna 2005 ke sloučení politických obcí Nesslau a Krummenau v obec Nesslau-Krummenau. Po dalším hlasování, které bylo z obou stran nekontroverzní, se Nesslau-Krummenau a Stein sloučily a vytvořily (novou) obec Nesslau k 1. lednu 2013.

## Hospodářství

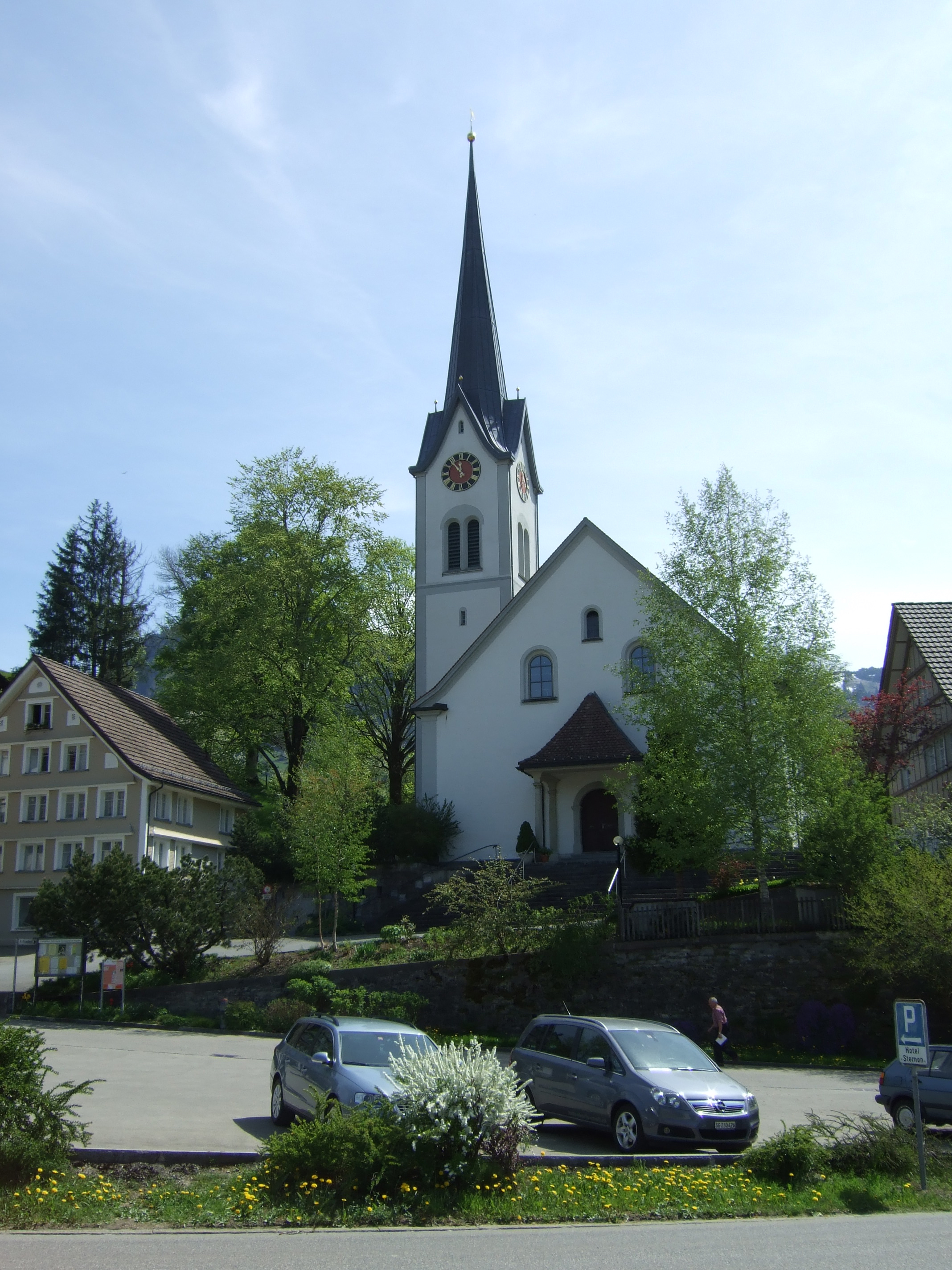
Reformovaný kostel

Kromě zemědělství, které je důležité dosud, vzkvétal až do první světové války také obchod s výšivkami. V roce 1859 byla v Nesslau-Krummenau otevřena střední škola. Od roku 1912 se v Nesslau nachází konečná stanice dráhy Bodensee-Toggenburg-Bahn, v roce 1919 byla koňská pošta z Nesslau do Wildhausu nahrazena poštovními autobusy. Konečná stanice Nesslau-Neu St. Johann, která tyto obce obsluhovala, se tak stala důležitým překladištěm zboží a cestujících a turistický ruch v oblasti Obertoggenburg zažil rozmach. Různé projekty na pokračování železnice přes Wildhaus do Buchsu nebo jako ozubnicové dráhy přes Unterwasser na vrchol Säntisu ztroskotaly. Hospodářskou strukturu charakterizuje zemědělství, vysokohorské zemědělství a lesnictví a drobné podnikání. Dnes je jedním z největších zaměstnavatelů v obci společnost Altherr Nutzfahrzeuge AG.

## Doprava a turismus
Obcí prochází hlavní silnice číslo 16 Wil – Wildhaus – Buchs a železniční trať Südostbahn z Wattwilu se stanicemi Krummenau a Nesslau-Neu St. Johann. Nádraží Nesslau-Neu St. Johann je konečnou stanicí linky S2 Altstätten – St. Gallen – Nesslau. Z Nesslau do Steinu, Wildhausu a Buchsu na jedné straně a přes Schwägalp do Urnäsch na straně druhé jezdí linky Postbusu.
Nedaleko obce Krummenau se nachází údolní stanice lanovky Wolzenalp, která vede na vrchol Wolzenalp a umožňuje přístup do stejnojmenné lyžařské a turistické oblasti. Obcí prochází 60 km dlouhá turistická stezka Thurweg, která vede podél řeky Thur z Wilu do Wildhausu. V Nesslau se nachází krytý bazén a od roku 1997 také místní muzeum.